# خمن مع بسبس
خمن مع بسبس (بالإنجليزية: Guess with Jess) هو مسلسل رسوم متحركة تفاعلي للأطفال يعرض القط بسبس من المسلسل التلفزيوني بات ساعي البريد. يتتبع العرض مغامرات بسبس مع أصدقائه في مزرعة جرينديل في لندن بإنجلترا، وكيف يحاولون دائمًا حل مشاكل بعضهم البعض بسؤال كبير، يتم الإجابة عليه من خلال "السؤال والاختبار وإيجاد طريقة"، وعرضت على براعم وأجيال باللغة العربية.

## روابط خارجية
- خمن مع بسبس على موقع IMDb (الإنجليزية)
- خمن مع بسبس على موقع روتن توميتوز (الإنجليزية)
- خمن مع بسبس على موقع كينوبويسك (الروسية)
- خمن مع بسبس على موقع قاعدة بيانات الفيلم (الإنجليزية)